# Zańki Drugie
Zańki Drugie (biał. Занкі 2; ros. Занки 2), Zańki – wieś na Białorusi, w obwodzie grodzieńskim, w rejonie świsłockim, w sielsowiecie Świsłocz.
W dwudziestoleciu międzywojennym miejscowość leżała w Polsce, w województwie białostockim, w powiecie wołkowyskim, w gminie Świsłocz. 16 października 1933 osada utworzyła gromadę o nazwie Zanki II w gminie Świsłocz. Po II wojnie światowej weszła w struktury ZSRR.